# Sergio Valdés
Sergio Valdés (Santiago, 11 de maio de 1933 – Algarrobo, 2 de abril de 2019) foi um futebolista chileno que atuou como zagueiro. Ele competiu na Copa do Mundo FIFA de 1962, sediada no Chile.
Afetado por leucemia, faleceu em 2 de abril de 2019 aos 85 anos de idade.